# Георге Брандабура
Георге Брандабура (рум. Gheorghe Brandabura, 23 лютого 1913 — дата смерті невідома) — румунський футболіст, що грав на позиції півзахисника за клуби «Жувентус» (Бухарест) та «Венус» (Бухарест), а також національну збірну Румунії.

## Клубна кар'єра
У футболі дебютував 1930 року виступами за команду «Жувентус» (Бухарест), в якій провів десять сезонів, взявши участь у 146 матчах чемпіонату. 
1940 року перейшов до клубу «Венус» (Бухарест), за який відіграв 8 сезонів. Завершив професійну кар'єру футболіста виступами за команду «Венус» у 1948 році.

## Виступи за збірну
1937 року дебютував в офіційних матчах у складі національної збірної Румунії. Протягом кар'єри у національній команді, яка тривала 2 роки, провів у її формі 4 матчі.
Був присутній в заявці збірної на чемпіонаті світу 1938 року у Франції, але на поле не виходив.